# Championnat de France féminin de basket-ball
Pour les articles homonymes, voir LFB.
La Ligue féminine de basket (LFB), nommée La Boulangère Wonderligue depuis la saison 2024-2025, est une compétition annuelle réunissant les douze meilleurs clubs féminin professionnels de basket-ball en France. La compétition est organisée par la Fédération française de basket-ball. Son rôle est de promouvoir le basket-ball féminin de haut niveau.
Créée en 1998, le championnat succède à la Nationale féminine 1A.
Elle est présidée depuis janvier 2021 par l’ancienne internationale Carole Force. L’ancienne internationale Yannick Souvré en est, quant à elle, la directrice depuis janvier 2020.
Le 17 mai 2024, les instances de la LFB annoncent que le championnat est renommé « La Boulangère Wonderligue » (contrat de parrainage) à compter de septembre 2024,, et ce pour trois saisons.

## Historique et fonctionnement

### Open LFB

Logo de l’Open LFB.

De 2005 à 2019, la première journée, nommée « Open de la Ligue féminine », se jouait dans un même lieu pour toutes les équipes, le stade Pierre-de-Coubertin (Paris).

### De 1998 à 2005
Le championnat comprend alors une poule unique de 12 clubs qui, après une « saison régulière » de match aller-retour, se continue par une 2e phase en 3 mini-championnats à 4 : les équipes classées de 1 à 4 pour le titre (avec finale en 3 (ou 5) matches entre les 2 premières de ce 2e tour), les équipes classées de 5 à 8 pour 1 (ou 2) place(s) en Coupe d’Europe, les équipes classées de 9 à 12 pour éviter les 2 relégations à l'échelon inférieur (Nationale 1).

### De 2005-2006 à 2007-2008
(septembre 2016).
Améliorez-le ou discutez des points à vérifier. 
À la suite de problèmes de règlements pendant la saison 2004-2005 (les clubs descendants n’étaient pas connus), la fédération a changé le système. Pour 2005-2006, la Ligue est élargie à 14 équipes, avec une formule plus classique : la « saison régulière » est suivie de play-offs, copiés sur ceux de la Pro A masculine, impliquant donc 12 équipes ; seule la 14e et dernière de la saison régulière sera reléguée[réf. nécessaire]. 
Les groupements no 1, 2, 3 et 4 accèdent directement en quarts de finale. En revanche, les équipes positionnées de 5 à 12 en saison régulière jouent le premier tour (ou pré-quarts de finale) en matches aller-retour. À l'exception de la finale, les playoffs se jouent avec point-average en matches aller-retour avec la rencontre retour jouée chez le mieux classé à l’issue de la saison régulière. Les résultats nuls sont admis sur ces matches. Si, à l’issue des matches retour les équipes sont à égalité de point-average, il sera joué autant de prolongations de cinq minutes pour départager les équipes.

#### Finale

Logo des finales LFB.

Le champion de France sera désigné au meilleur des trois matches (ou deux manches gagnantes). L’ordre des rencontres sera le suivant : pour la première manche, l’équipe la moins bien classée à l’issue de la saison régulière reçoit la mieux classée. En revanche, elle se déplace lors de la 2e manche, et si nécessaire pour la 3e, chez le groupement sportif le mieux classé en saison régulière.
- 1 - Vainqueur 1 contre Vainqueur 2 ;
- 2 - Vainqueur 2 contre Vainqueur 1 ;
- 3 (si nécessaire) - Vainqueur 2 contre Vainqueur 1.

#### Qualifications européennes
- Euroligue, 4 places (Par ordre préférentiel) :

1. Le champion de France LFB ;
2. Le club classé premier à l'issue de la première phase du championnat ;
3. Le groupement qualifié via une compétition FIBA Europe (mention rajoutée à partir de la saison 2006-07) ;

puis
1. Le vainqueur du Tournoi de la Fédération (dont la dernière édition a lieu en 2008) ;
2. Le finaliste du championnat,

dans l’hypothèse où il s’agit à chaque fois du club classé premier à l’issue de la première phase du championnat.
Dans le cas où l’un des clubs ne pourrait s’engager en Euroligue la saison suivante ou bien qu’une place supplémentaire soit proposée à la France, cette place sera attribuée selon le classement de la première phase du championnat.
- Eurocoupe (Par ordre préférentiel) :

1. Le club vainqueur de la Coupe de France ;
2. Les places restantes attribuées selon le classement de la première phase du championnat.

### De 2008-2009 à 2014-2015
Les équipes classés de 1 à 4 jouent le titre de champion au meilleur des trois matches. Les équipes classées de 5 à 12 (puis seulement de 5 à 8 depuis 2011-2012) disputent le Challenge round, qui oppose en match aller-retour les équipes les mieux classées au moins bien classées. Les deux dernières équipes (une seule en 2014-2015) sont relégués en Nationale 1, renommé Ligue 2 en 2010.
Le nombre de qualifiés en Euroligue va de 2 à 3 selon les saisons et varie concernant l'Eurocoupe. 

### Depuis la saison 2015-2016
À l'issue de la saison 2015-2016, trois équipes sont reléguées dans le cadre du passage de la ligue à 12 équipes la saison suivante. Dès la saison 2017, la formule des play-offs passe à huit clubs qualifiés (contre 4 précédemment) .
Les clubs de LFB affichent un buget moyen croissant au fil de saisons, 1,8 million d’euros en 2018 (augmentation de 17 % en quatre ans). Ce buget moyen est porté à 2,4 millions lors de la saison 2023-2024 (+6% par rapport à la saison précédente).
Lors de la saison 2023-2024, les clubs ainsi que les représentants syndicaux ont fait part à la FFBB de leur souhait de faire passer le championnat de 12 à 14 clubs, ce que la fédération a refusé. Cette dernière estime que certains critères d'évolution ne sont pas encore atteints par des clubs de seconde division ce qui bloque la potentielle extension du championnat à 14 clubs.
Devenue La Boulangère Wonderligue en 2024, la LFB subit le départ des internationales françaises entre 2023 et 2025 (notamment Gabby Williams, Marine Johannès, Iliana Rupert, Marine Fauthoux, Marième Badiane, Janelle Salaün, puis Carla Leite, Pauline Astier, Dominique Malonga) qui sont engagées par les clubs les plus fortunés d'EuroLigue, alors que les calendriers de la WNBA débordent sur ceux de la LFB, privant par exemple Villeneuve-d'Ascq de sa meilleure joueuses pour les play-offs en 2024 ou Esmery Martínez de la finale de la Coupe de France avec Charleville.

### Historique du logo

1998–2002
2002–2007
2007–2010
2010–2016
Depuis 2016
Logo des 25 ans pour la saison 2022–2023
Logo pour les saisons 2024-2025 à 2026-2027

## Palmarès de la LFB
| Année                                      | Vainqueur                                                                          | Finaliste                                                                          | Série                                                                              | 1re manche                                                                         | 2e manche                                                                          | 3e manche                                                                          | 4e manche                                                                          | 5e manche                                                                          |
| ------------------------------------------ | ---------------------------------------------------------------------------------- | ---------------------------------------------------------------------------------- | ---------------------------------------------------------------------------------- | ---------------------------------------------------------------------------------- | ---------------------------------------------------------------------------------- | ---------------------------------------------------------------------------------- | ---------------------------------------------------------------------------------- | ---------------------------------------------------------------------------------- |
| Sous le nom Nationale féminine 1A (NF1A)   |                                                                                    |                                                                                    |                                                                                    |                                                                                    |                                                                                    |                                                                                    |                                                                                    |                                                                                    |
| 1988                                       | Mirande                                                                            | Stade Français Versailles                                                          | 2–0                                                                                | 44-42                                                                              | 82-77                                                                              | -                                                                                  |                                                                                    |                                                                                    |
| 1989                                       | Mirande                                                                            | Racing Paris                                                                       | 2–0                                                                                | 87-84                                                                              | 81-67                                                                              | -                                                                                  |                                                                                    |                                                                                    |
| 1990                                       | Mirande                                                                            | Racing Paris                                                                       | 2–0                                                                                | 73-61                                                                              | 69-49                                                                              | -                                                                                  |                                                                                    |                                                                                    |
| 1991                                       | Challes-les-Eaux                                                                   | Mirande                                                                            | 2–1                                                                                | 77-80                                                                              | 86-85                                                                              | 110-77                                                                             |                                                                                    |                                                                                    |
| 1992                                       | Challes-les-Eaux                                                                   | Racing Paris                                                                       | 2–0                                                                                | 80-68                                                                              | 69-63                                                                              | -                                                                                  |                                                                                    |                                                                                    |
| 1993                                       | Challes-les-Eaux                                                                   | Tarbes                                                                             | 2–1                                                                                | 58-66                                                                              | 64-60                                                                              | 80-75                                                                              |                                                                                    |                                                                                    |
| 1994                                       | Valenciennes-Orchies                                                               | Challes-les-Eaux                                                                   | 2–0                                                                                | 54-52                                                                              | 59-38                                                                              | -                                                                                  |                                                                                    |                                                                                    |
| 1995                                       | Bourges                                                                            | Tarbes                                                                             | 2–0                                                                                | 58-*56                                                                             | *78-69                                                                             | -                                                                                  |                                                                                    |                                                                                    |
| 1996                                       | Bourges                                                                            | Valenciennes-Orchies                                                               | 2–1                                                                                | 73-76                                                                              | 63-49                                                                              | 79-45                                                                              |                                                                                    |                                                                                    |
| 1997                                       | Bourges                                                                            | Valenciennes-Orchies                                                               | 2–1                                                                                | 65-67                                                                              | 76-55                                                                              | 71-59                                                                              |                                                                                    |                                                                                    |
| 1998                                       | Bourges                                                                            | Valenciennes-Orchies                                                               | 2–1                                                                                | 50-*58                                                                             | *56-46                                                                             | *51-38                                                                             |                                                                                    |                                                                                    |
| Sous le nom Ligue féminine de basket (LFB) |                                                                                    |                                                                                    |                                                                                    |                                                                                    |                                                                                    |                                                                                    |                                                                                    |                                                                                    |
| 1999                                       | Bourges                                                                            | Valenciennes-Orchies                                                               | 2–1                                                                                | 59-*71                                                                             | *54-36                                                                             | *87-52                                                                             |                                                                                    |                                                                                    |
| 2000                                       | Bourges                                                                            | Valenciennes                                                                       | 2–0                                                                                | *65-60ap                                                                           | 62-*57                                                                             | -                                                                                  |                                                                                    |                                                                                    |
| 2001                                       | Valenciennes                                                                       | Bourges                                                                            | 2–0                                                                                | *63-62                                                                             | 81-*71ap                                                                           | -                                                                                  |                                                                                    |                                                                                    |
| 2002                                       | Valenciennes                                                                       | Bourges                                                                            | 2–0                                                                                | *77-51                                                                             | 72-*62                                                                             | -                                                                                  |                                                                                    |                                                                                    |
| 2003                                       | Valenciennes                                                                       | Tarbes                                                                             | 2–0                                                                                | *88-59                                                                             | 71-*55                                                                             | -                                                                                  |                                                                                    |                                                                                    |
| 2004                                       | Valenciennes                                                                       | Bourges                                                                            | 2–0                                                                                | 58-*52                                                                             | *79-56                                                                             | -                                                                                  |                                                                                    |                                                                                    |
| 2005                                       | Valenciennes                                                                       | Bourges                                                                            | 3–0                                                                                | *63-57                                                                             | 54-*47                                                                             | 59-*55                                                                             | -                                                                                  | -                                                                                  |
| 2006                                       | Bourges                                                                            | Valenciennes                                                                       | 2–1                                                                                | *68-56                                                                             | 66-*85                                                                             | 71-*58                                                                             |                                                                                    |                                                                                    |
| 2007                                       | Valenciennes                                                                       | Bourges                                                                            | 2–0                                                                                | 64-*55                                                                             | *70-61                                                                             | -                                                                                  |                                                                                    |                                                                                    |
| 2008                                       | Bourges                                                                            | Lattes-Montpellier                                                                 | 2–0                                                                                | 58-*56ap                                                                           | *52-45                                                                             | -                                                                                  |                                                                                    |                                                                                    |
| 2009                                       | Bourges                                                                            | Tarbes                                                                             | 2–1                                                                                | 47-*55                                                                             | *78-37                                                                             | *72-52                                                                             |                                                                                    |                                                                                    |
| 2010                                       | Tarbes                                                                             | Bourges                                                                            | 2–0                                                                                | 76-*73                                                                             | *54-40                                                                             | -                                                                                  |                                                                                    |                                                                                    |
| 2011                                       | Bourges                                                                            | Tarbes                                                                             | 2–0                                                                                | 71-*53                                                                             | *71-59                                                                             | -                                                                                  |                                                                                    |                                                                                    |
| 2012                                       | Bourges                                                                            | Lattes-Montpellier                                                                 | 2–0                                                                                | 59-*47                                                                             | *53-45                                                                             | -                                                                                  |                                                                                    |                                                                                    |
| 2013                                       | Bourges                                                                            | Lattes-Montpellier                                                                 | 2–1                                                                                | *54-62                                                                             | 60-*53                                                                             | 64-*54                                                                             |                                                                                    |                                                                                    |
| 2014                                       | Lattes-Montpellier                                                                 | Bourges                                                                            | 2–1                                                                                | *63-54                                                                             | 53-*55                                                                             | 50-*44                                                                             |                                                                                    |                                                                                    |
| 2015                                       | Bourges                                                                            | Villeneuve-d’Ascq                                                                  | 2–1                                                                                | 51-*61                                                                             | *63-55                                                                             | *51-49                                                                             |                                                                                    |                                                                                    |
| 2016                                       | Lattes-Montpellier                                                                 | Bourges                                                                            | 2–1                                                                                | 49-*54                                                                             | *61-51                                                                             | *65-63                                                                             |                                                                                    |                                                                                    |
| 2017                                       | Villeneuve-d’Ascq                                                                  | Lattes-Montpellier                                                                 | 3–1                                                                                | 79-*64                                                                             | 62-*64                                                                             | *80-60                                                                             | *66-49                                                                             | -                                                                                  |
| 2018                                       | Bourges                                                                            | Tarbes                                                                             | 3–1                                                                                | *86-66                                                                             | *80-56                                                                             | 63-*64ap                                                                           | 87-*80                                                                             | -                                                                                  |
| 2019                                       | Lyon                                                                               | Lattes-Montpellier                                                                 | 3–2                                                                                | *71-60                                                                             | *77-69                                                                             | 61-*72                                                                             | 85-*91                                                                             | *75-61                                                                             |
| 2020                                       | Compétition arrêtée définitivement en raison de la pandémie de Covid-19 en France. | Compétition arrêtée définitivement en raison de la pandémie de Covid-19 en France. | Compétition arrêtée définitivement en raison de la pandémie de Covid-19 en France. | Compétition arrêtée définitivement en raison de la pandémie de Covid-19 en France. | Compétition arrêtée définitivement en raison de la pandémie de Covid-19 en France. | Compétition arrêtée définitivement en raison de la pandémie de Covid-19 en France. | Compétition arrêtée définitivement en raison de la pandémie de Covid-19 en France. | Compétition arrêtée définitivement en raison de la pandémie de Covid-19 en France. |
| 2021                                       | Basket Landes                                                                      | Lattes-Montpellier                                                                 | 1–0                                                                                | 72–64                                                                              |                                                                                    |                                                                                    |                                                                                    |                                                                                    |
| 2022                                       | Bourges                                                                            | Lyon                                                                               | 3–0                                                                                | *76–66                                                                             | *78–62                                                                             | 59–*53                                                                             | -                                                                                  | -                                                                                  |
| 2023                                       | Lyon                                                                               | Villeneuve-d’Ascq                                                                  | 2–1                                                                                | 59–*67                                                                             | *85–72                                                                             | *74–68                                                                             |                                                                                    |                                                                                    |
| 2024                                       | Villeneuve-d’Ascq                                                                  | Basket Landes                                                                      | 2–0                                                                                | 70–*66                                                                             | *114–88                                                                            | -                                                                                  |                                                                                    |                                                                                    |
| 2025                                       | Basket Landes                                                                      | Tarbes                                                                             | 2–1                                                                                | 51–*56                                                                             | *51–44                                                                             | *84–51                                                                             |                                                                                    |                                                                                    |

Le score de l’équipe jouant à domicile est précédé du signe *. ap signifie « après prolongation(s) ».

À l’exception de la saison 2004-2005 et depuis 2016-2017 où la finale se joua en 3 manches gagnantes, la finale se joue en 2 manches gagnantes.

### Récompenses individuelles
Les meilleures joueuses du championnat de France sont désignées grâce à un référendum où votent tous les entraîneurs et les capitaines de Ligue féminine, ainsi qu’un panel de journalistes spécialisés. Ils désignent la meilleure Française du championnat, la meilleure étrangère, ainsi que le meilleur espoir.
L’entraîneur de l'année de la Ligue féminine est désigné par ses pairs. Depuis l'instauration de cette récompense, Alain Jardel est l'entraîneur le plus récompensé avec trois titres. Pierre Vincent, Laurent Buffard, Abdou N'Diaye et Vadim Kapranov sont les seuls autres entraîneurs à avoir plus d'un titre[réf. nécessaire].
Pour son vingtième anniversaire, la ligue désigne son meilleur cinq française (Céline Dumerc, Audrey Sauret, Cathy Melain, Endy Miyem, Isabelle Yacoubou dirigé par Valéry Demory) et étranger (Kristi Harrower, Ilona Korstine, Allison Feaster, Ann Wauters et Polina Tzekova, dirigé par Laurent Buffard).

## Télévision
Lors de la saison 2006-2007, la LFB innove en proposant des matchs directement sur Internet. Les premiers matchs diffusé sont ainsi ceux du tournoi de la fédération. 
La ligue passe la vitesse supérieure pour la saison suivante. En 2007-2008, la LFB fête ses 10 ans, et, pour marquer le coup, inaugure un nouveau logo et un site Internet indépendant de celui de la fédération. Le rendez-vous LFB TV se multiplie, un match par journée est alors diffusé sur la toile à partir du 1er février 2008.
Plusieurs rencontres sont diffusées annuellement sur Sport+, chaine qui cesse son activité en juin 2015. La LFB est ensuite incluse dans un lot conclu pour cinq ans un contrat pour la diffusion de deux rencontres par semaine de Pro A, de rencontres de Pro B et de la Ligue féminine de basket avec Ma Chaîne Sport et pour 12 rencontres par an sur L'Équipe 21, pour un montant annuel de 10 millions d'euros supérieurs aux 6 millions du précédent contrat.
Toutes les rencontres de LFB sont diffusées (internet ou télévision) depuis 2021. La majorité des matchs sont retransmis sur YouTube tandis que certains le sont sur la chaîne Sport en France depuis la saison 2022-2023 (volonté de la FFBB d'augmenter la visibilité du championnat).

## Palmarès du championnat de France
| De 1937 à 1950 « Excellence », de 1951 à 1973 « Nationale », de 1974 à 1998 « Nationale 1 A », et depuis 1999 « Ligue féminine de basket » (LFB). |

Avant le rattachement à la FFBB
- 1922 : Racing CF
- 1927 : Racing CF[17]
- 1928 : Linnet's Saint-Maur[18]
- 1929 : Linnet's Saint-Maur
- 1930 : Linnet's Saint-Maur[19]
- 1931 : CAUFA Reims[20]
- 1932 : Linnet's Saint-Maur[21]
- 1933 : Linnet's Saint-Maur[22]
- 1934 : Linnet's Saint-Maur[23]
- 1935 : Cercle sportif Scarpe et Sensée[24]

- 1937 : CA Mulhouse
- 1938 : Linnet's Saint-Maur
- 1939 : Nice Sports
- 1940 & 1941 : non disputés
- 1942 : CO Périgueux-Ouest
- 1943 : Nice Sports  (2)
- 1944 : Linnet's Saint-Maur (2)
- 1945 : Stade Marseillais UC
- 1946 : Fémina Sport Paris
- 1947 : US Métro Paris
- 1948 : AS Strasbourg
- 1949 : Grenoble OU
- 1950 : CS Château-Thierry
- 1951 : CS Château-Thierry (2)[25]
- 1952 : CS Château-Thierry (3)
- 1953 : Fémina Sport Montpellier
- 1954 : Paris UC
- 1955 : Stade de l’Est
- 1956 : US Ivry
- 1957 : Paris UC (2)
- 1958 : AS Montferrand
- 1959 : AS Montferrand  (2)
- 1960 : Paris UC (3)
- 1961 : Paris UC (4)
- 1962 : AS Montferrand (3)
- 1963 : Paris UC (5)
- 1964 : Paris UC (6)
- 1965 : Paris UC (7)
- 1966 : Gerbe Montceau-les-Mines
- 1967 : Gerbe Montceau-les-Mines  (2)
- 1968 : Clermont UC
- 1969 : Clermont UC (2)
- 1970 : Clermont UC (3)
- 1971 : Clermont UC (4)
- 1972 : Clermont UC (5)
- 1973 : Clermont UC (6)
- 1974 : Clermont UC (7)
- 1975 : Clermont UC (8)
- 1976 : Clermont UC (9)
- 1977 : Clermont UC (10)
- 1978 : Clermont UC (11)
- 1979 : Clermont UC (12)
- 1980 : Stade français Paris
- 1981 : Clermont UC (13)
- 1982 : Asnières Sports
- 1983 : Stade français Paris (2)
- 1984 : Stade français Paris (3)
- 1985 : Stade français Paris (4)
- 1986 : Stade français Versailles (5)
- 1987 : Stade français Versailles (6)
- 1988 : BAC Mirande
- 1989 : BAC Mirande (2)
- 1990 : BAC Mirande (3)
- 1991 : Challes-les-Eaux
- 1992 : Challes-les-Eaux (2)
- 1993 : Challes-les-Eaux (3)
- 1994 : Valenciennes-Orchies
- 1995 : Bourges
- 1996 : Bourges (2)
- 1997 : Bourges (3)
- 1998 : Bourges (4)
- 1999 : Bourges (5)
- 2000 : Bourges (6)
- 2001 : Valenciennes (2)
- 2002 : Valenciennes (3)
- 2003 : Valenciennes (4)
- 2004 : Valenciennes (5)
- 2005 : Valenciennes (6)
- 2006 : Bourges (7)
- 2007 : Valenciennes (7)
- 2008 : Bourges (8)
- 2009 : Bourges (9)
- 2010 : Tarbes GB
- 2011 : Bourges (10)
- 2012 : Bourges (11)
- 2013 : Bourges (12)
- 2014 : Lattes-Montpellier
- 2015 : Bourges (13)
- 2016 : Lattes-Montpellier (2)
- 2017 : Villeneuve-d’Ascq (1)
- 2018 : Bourges (14)
- 2019 : Lyon (1)
- 2020 : Non attribué
- 2021 : Basket Landes (1)
- 2022 : Bourges (15)
- 2023 : Lyon (2)
- 2024 : Villeneuve-d’Ascq (2)
- 2025 : Basket Landes (2)

### Bilan
| Rang | Club                            | Titres | Années                                                                                   |
| ---- | ------------------------------- | ------ | ---------------------------------------------------------------------------------------- |
| 1    | Bourges                         | 15     | 1995, 1996, 1997, 1998, 1999, 2000, 2006, 2008, 2009, 2011, 2012, 2013, 2015, 2018, 2022 |
| 2    | Clermont UC                     | 13     | 1968, 1969, 1970, 1971, 1972, 1973, 1974, 1975, 1976, 1977, 1978, 1979, 1981             |
| 3    | Valenciennes                    | 7      | 1994, 2001, 2002, 2003, 2004, 2005, 2007                                                 |
| 3    | Paris UC                        | 7      | 1954, 1957, 1960, 1961, 1963, 1964, 1965                                                 |
| 5    | Stade français Paris–Versailles | 6      | 1980, 1983, 1984, 1985, 1986, 1987                                                       |
| 6    | Challes-les-Eaux                | 3      | 1991, 1992, 1993                                                                         |
| 6    | BAC Mirande                     | 3      | 1988, 1989, 1990                                                                         |
| 6    | AS Montferrand                  | 3      | 1958, 1959, 1962                                                                         |
| 6    | CS Château-Thierry              | 3      | 1950, 1951, 1952                                                                         |
| 10   | Basket Landes                   | 2      | 2021, 2025                                                                               |
| 10   | Villeneuve-d’Ascq               | 2      | 2017, 2024                                                                               |
| 10   | Lyon                            | 2      | 2019, 2023                                                                               |
| 10   | Lattes-Montpellier              | 2      | 2014, 2016                                                                               |
| 10   | Gerbe Montceau-les-Mines        | 2      | 1966, 1967                                                                               |
| 10   | Linnet's Saint-Maur             | 2      | 1938, 1944                                                                               |
| 10   | Nice Sports                     | 2      | 1939, 1943                                                                               |
| 17   | Tarbes GB                       | 1      | 2010                                                                                     |
| 17   | Asnières Sports                 | 1      | 1982                                                                                     |
| 17   | AS Strasbourg                   | 1      | 1948                                                                                     |
| 17   | US Ivry                         | 1      | 1956                                                                                     |
| 17   | Stade de l’Est                  | 1      | 1955                                                                                     |
| 17   | Fémina Sport Montpellier        | 1      | 1953                                                                                     |
| 17   | Grenoble OU                     | 1      | 1949                                                                                     |
| 17   | US Métro Paris                  | 1      | 1947                                                                                     |
| 17   | Fémina Sport Paris              | 1      | 1946                                                                                     |
| 17   | Stade Marseillais UC            | 1      | 1945                                                                                     |
| 17   | CO Périgueux-Ouest              | 1      | 1942                                                                                     |
| 17   | CA Mulhouse                     | 1      | 1937                                                                                     |

### Statistiques
- Plus grand nombre de victoires en finale : 15 (Bourges)
- Plus grand nombre de titres consécutifs : 12 (Clermont UC), de 1968 à 1979

## Personnalités de la Ligue
| Nom | Nom                 | Dates du mandat | Dates du mandat                             |
| --- | ------------------- | --------------- | ------------------------------------------- |
|     | Serge Gérard        | 1998            | 2001 (3 ans)                                |
|     | Jean-Pierre Siutat  | 2001            | 10 janvier 2009 (12 ans)                    |
|     | Thierry Balestrière | 10 janvier 2009 | 5 janvier 2013 (3 ans, 11 mois et 26 jours) |
|     | Philippe Legname    | 5 janvier 2013  | 11 janvier 2021 (8 ans et 6 jours)          |
|     | Carole Force        | 11 janvier 2021 | en cours (depuis 4 ans, 7 mois et 4 jours)  |

| Nom | Nom            | Dates du mandat  | Dates du mandat                             |
| --- | -------------- | ---------------- | ------------------------------------------- |
|     | Irène Ottenhof | mai 2012         | 6 septembre 2019 (7 ans et 4 mois)          |
|     | Yannick Souvré | 26 novembre 2019 | en cours (depuis 5 ans, 8 mois et 20 jours) |